# Copiale cipher

Сторінки 104 і 105 рукопису

Copiale cipher — зашифрований 105-сторінковий рукопис XVIII століття в палітурці, знайдений в архіві Берлінської академії мистецтв, Східна Німеччина.
Він складається з 75 тисяч рукописних символів, виконаних грецькими і латинськими літерами. Автори використовували 90 зашифрованих літер, включаючи 26 ненаголошених латинських. Над буквами c, h, m, n, p, r, s та х поставлені крапки, водночас над i її немає. Двокрапка також зашифрована буква. Слово з великої латинської літери вказує на початок абзацу. Між словами немає пробілу. Текст не містить ілюстрацій.
Єдиний звичайний текст у книзі — «Copiales 3», що міститься в кінці, і «Філіп 1866» на форзаці. Філіп, як вважають, був власником рукопису. Рукопис датують приблизно 1866 роком.

## Розшифровка
Мова оригіналу не була відома вченим. Після тривалих зусиль дійшли висновку, що текст написаний німецькою. Частотний аналіз на відповідність з німецькими словами дав позитивні результати.
У жовтні 2011 році розшифрування рукопису з використанням сучасних комп'ютерних технологій здійснили Кевін Найт з Інституту інформаційних наук Університету Південної Каліфорнії (США), Беата Мейюесі і Крістіан Шефер з Уппсальського університету в Швеції. Вони визначили, що це складний підстановочний шифр, що складається з латинських і грецьких літер змішаних з абстрактними символами.

## Опис
Вчені виявили, що на перших 16 сторінках описується обряд посвячення невідомого таємного товариства, імовірно, пов'язаного з масонством. Під час ритуалу посвяти кандидата просили прочитати чистий аркуш паперу. Не впоравшись з цим завданням, він отримував окуляри і робив ще одну спробу. Потім після «операції», у ході якої виривалась волосина з брови, очі промивались ганчіркою.
Таємна організація була попередником окультних груп, таких як Герметичний Орден Золотої Зорі.
Книга кидає світло на поширення політичних ідей того періоду. За словами доктора Найта, таємні товариства мали значний вплив на Американську і Французьку революції. Зокрема у кінці книги містяться політичні міркування щодо природних прав людини.